# Fyr og Flamme
Fyr og Flamme es un dúo musical danés formado en 2017. Sus componentes, Jesper Groth y Laurits Emanuel, definen su estilo como pop danés nostálgico, ya que emplean sonidos que recuerdan a la música de los años 80, destacando el sintetizador entre sus principales instrumentos.
El dúo saltó a la fama en agosto de 2020 con la canción «Menneskeforbruger», a la que siguió el segundo sencillo «Kamæleon» en diciembre del mismo año. Más tarde, Fyr og Flamme fue anunciado como participante del Dansk Melodi Grand Prix, la preselección para representar a Dinamarca en el Festival de la Canción de Eurovisión 2021 en Róterdam, con la canción «Øve os på hinanden», la cual acabó  venciendo.

## Discografía

### Sencillos
| Título               | Año  | Álbum |
| -------------------- | ---- | ----- |
| "Menneskeforbruger"  | 2020 | —     |
| "Kamæleon"           | 2020 | —     |
| "Øve os på hinanden" | 2021 | —     |
| "Kæreste"            | 2021 | —     |